# Calymmodon cucullatus
Calymmodon cucullatus är en stensöteväxtart som först beskrevs av Christian Gottfried Daniel Nees von Esenbeck och Bl., och fick sitt nu gällande namn av Karel Presl. Calymmodon cucullatus ingår i släktet Calymmodon och familjen Polypodiaceae. Inga underarter finns listade.